# Jewelic Nightmare
『Jewelic Nightmare』（ジュエリック・ナイトメア）は、オトメイトから2013年12月26日に発売されたPlayStation Portable用恋愛アドベンチャーゲーム。

## 解説
夢と現実の2つの世界にそれぞれに存在する、うり二つだが性格が対照的な美男子たちとの恋愛を描いたアドベンチャーゲーム。
本作では、きらめきで相手の感情を示す月光石のペンダントというアイテムが存在しており、好感度を左右する選択肢が登場しているときにこのアイテムを使用すると、新たに2つの選択肢が出てくる。うちひとつは好感度を大幅に上げ、もう一方は大幅に下げる内容になっている。また、使用回数は限られているため、見極めが重要とされている。

## あらすじ
少女・月代 みちるは、夢の中でカルミナ城へ迷い込み、自分にとってふさわしいと思う宝石の中から一つ選べと城主の命を受ける。
だが、その宝石と称された5人の美男子たちは、どこかしら問題があった。
夢から覚めたみちるは、現実世界でその宝石たちとそっくりな美男子たちと出会うが、彼等は宝石とは対照的な印象を持っていた。

## 登場人物

### 主人公
月代 みちる（つきしろ みちる）
ケーキカフェ『Felice』でアルバイトする16歳の少女。

### Niguhetmare
アダマス
声 - KENN
ダイヤモンドの美男子。自分以外の者を見下している。感情に関しては否定的で、ルーが嫌い。
ルー
声 - 柿原徹也
ルビーの美男子で、本能的で感情的な肉食系男子。
サフィ
声 - 鈴木裕斗
サファイアの美男子で、無邪気で悪戯好きな性格をしている。
エメル
声 - 吉野裕行
エメラルドの美男子である策略家。
アレン
声 - 羽多野渉
アレキサンドライトの美男子。主人公に対してヤンデレとも呼べるほど執着しており、情緒不安定。
カルミナ城主
声 - 津田健次郎
カルミナの城主で、カードゲームが大好き。
マチュラ
声 - 藤原祐規
クズ石とされる存在。

### Sweet Real
皇 征一郎（すめらぎ せいいちろう）
声 - KENN
『Felice』のパティシエである好青年。
徒狩 紅（とがり こう）
声 - 柿原徹也
『Felice』でバイトする、みちると同世代の少年。明るく仲間想いで、皆から慕われている。男子校に通っており、異性との付き合い方についてはよくわからないでいた。
澄原 蒼史（すみはら あおし）
声 - 鈴木裕斗
『Felice』のオーナーの甥である中学生で、無口な性格。写真撮影が趣味。
泉翠 巧磨（せんすい たくま）
声 - 吉野裕行
みちるの高校の生徒会長。のんびり屋だが、誠実な人物でもある。
彩瀬 七魅（あやせ ななみ）
声 - 羽多野渉
話題のカリスマ美容師。
オーナー
『Felice』の経営者である老人。バリスタでもあり、ラテアートを得意とするだけでなく、コーヒーの味にも定評がある。
橘 真咲（たちばな まさき）
みちるの同級生で、バイト先も同じ。

## 用語
宝石
クズ石
宝石になれなかった者たちで、カルミナ城周辺にいる。宝石に触れると宝石を汚して自我を失うため、宝石たちから警戒されている。

## スタッフ
- ディレクター：北野マコト
- キャラクターデザイン：山本佳奈
- シナリオ：関涼子

## 関連商品
ドラマCD
メディアファクトリーより発売。
- ジュエリック・ナイトメア シチュエーションドラマCD Vol.1 〜ダイヤモンド&ルビ〜（2013年7月24日発売）
- ジュエリック・ナイトメア シチュエーションドラマCD Vol.2 〜サファイア&エメラルド〜（2013年8月28日発売）
- ジュエリック・ナイトメア シチュエーションドラマCD Vol.3 〜アレキサンドライト&オールジュエル〜（2013年9月25日発売）

書籍
KADOKAWA/エンターブレインより発売。
- Jewelic Nightmare アンソロジー（2014年2月1日発売、ISBN 978-4047294288）

一二三書房より発売。
- Jewelic Nightmare 公式アートブック（2014年3月28日発売、ISBN 978-4891992378）